# Relatórios Hawthorn
Os Relatórios Hawthorn (em inglês:  1969 White Paper, em francês:  Livre blanc de 1969) foram os resultados de uma investigação a pedido do governo canadense a fim de esclarecer as condições dos povos aborígenes na época, publicados em 1966 por Harry B. Hawthorn, um antropólogo da Universidade da Colúmbia Britânica.

## A Survey of the Contemporary Indians of Canada: Economic, Political, Educational Needs and Policies
Este relatório chamado “A Survey of the Contemporary Indians of Canada: Economic, Political, Educational Needs and Policies” apresentou a condição marginalizada desses povos e como grupo social mais desfavorecido do Canadá, essa conclusão se deu após a análise do pesquisador de anos de uma política governamental fracassada que tinha como objetivo incluir a força esse grupo por meio de um apagamento de suas identidades étnicas através de várias estratégias, uma delas as escolas residenciais.
Esse sistema em específico, o de escolas residenciais, para Hawthorn foi especialmente pior pois despreparava os alunos para uma atividade econômica no mundo contemporâneo, pois elas eram direcionadas a formar mão de obra barata e pouco qualificada. Logo, além dessas crianças serem retiradas de suas famílias, elas eram destinadas a estarem estagnadas social, econômica e politicamente.
Em resposta a essa realidade, o estudo do antropólogo indicava como o governo deveria lidar com esses povos para proporcionar recursos em que eles tenham autonomia para decidir ter uma vida dentro ou fora de suas comunidades. Além de abolir os programas de assimilação cultural forçada, como as escolas residenciais.

## Consequências
Com base nesse estudo, o Ministro dos Assuntos Indígenas, Jean Chrétien decidiu alterar o Ato Indiano, convocando em nível federal diversos grupos indígenas para debater a respeito dessa reformulação. O grupo mais tradicional chamado Primeiras Nações demonstrou preocupação com o rumo das discussões que estavam encaminhando para um desmantelamento do Ato Indígena sob o pretexto do fim da desigualdade. Entretanto esse mesmo código que permitia a violência das escolas residenciais, também protegia a posse de terras, logo seu fim podia representar perigo aos direitos já conquistados.
Apesar de toda essa mobilização em 1969 foi produzido o Documento Branco “White Paper” que tirava qualquer diferença legal entre esses grupos étnicos e o restante da população, os tornando “iguais” perante a lei.